# Joaquim José Vieira

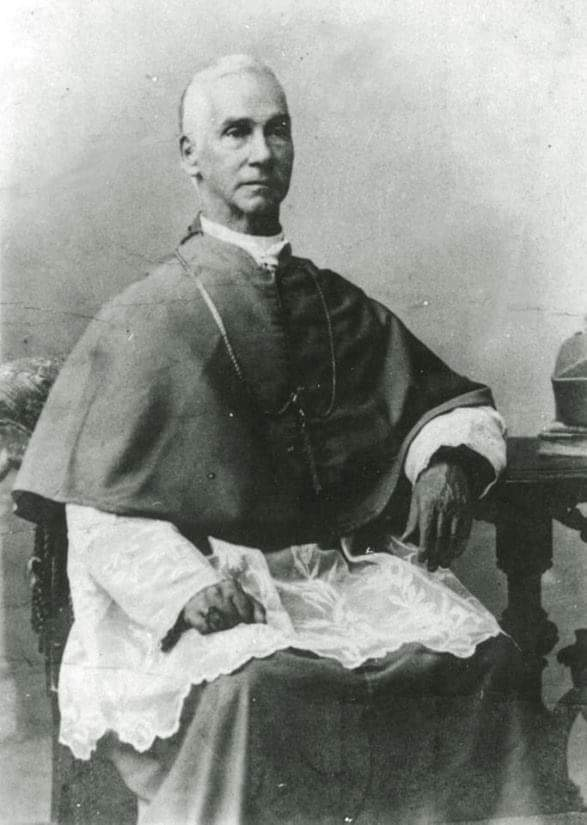
Bischof Joaquim José Vieira

Joaquim José Vieira (* 14. Januar 1836 in Itapetininga, Bundesstaat São Paulo, Brasilien; † 8. Juli 1917 in Campinas) war ein brasilianischer Geistlicher und römisch-katholischer Bischof von Ceará.

## Leben
Joaquim José Vieira studierte Philosophie und Katholische Theologie am Priesterseminar in São Paulo. Er wurde am 8. März 1860 zum Diakon geweiht und empfing am 25. März desselben Jahres das Sakrament der Priesterweihe. Anschließend war Vieira als Pfarrvikar in Paraibuna und Campinas tätig.
Am 21. Juni 1883 präsentierte ihn Kaiser Peter II. von Brasilien als Bischof von Ceará. Nachdem Papst Leo XIII. am 9. August 1883 diese Ernennung bestätigt hatte, spendete ihm am 9. Dezember desselben Jahres der Bischof von São Paulo, Lino Deodato Rodrigues de Carvalho, die Bischofsweihe.
Am 14. September 1912 nahm Papst Pius X. das von Joaquim José Vieira vorgebrachte Rücktrittsgesuch an und ernannte ihn zum Titularbischof von Himeria. Die Erhebung zum Titularerzbischof von Cyrrhus erfolgte am 8. November 1912.